# دی‌کووات
دی‌کووات (به انگلیسی: Diquat) یک ترکیب شیمیایی با شناسه پاب‌کم ۶۷۹۴ است.